# اینشتین در فرهنگ عامه

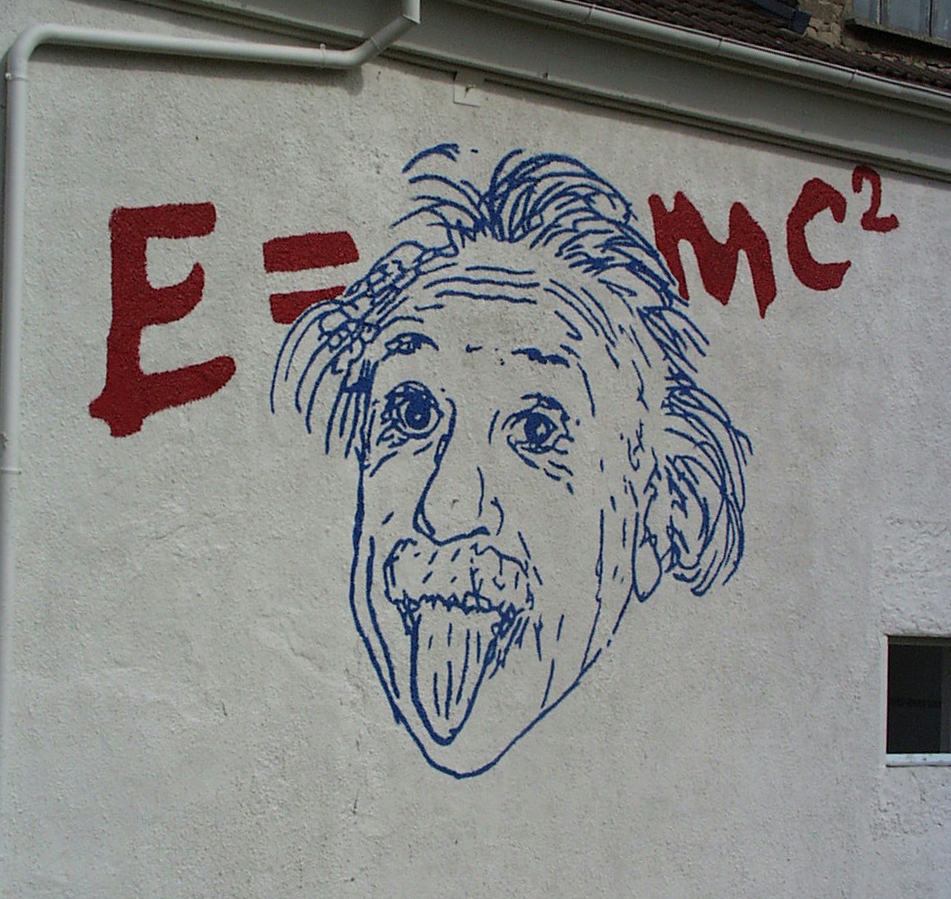
گرافیتی تصویر معروف انیشتین که توسط عکاس یونایتد پرس آرتور ساسه در سال ۱۹۵۱ گرفته شده‌است

آلبرت انیشتین سوژه یا الهام بخش بسیاری از آثار فرهنگ عامه بوده‌است.
در روز تولد ۷۲ سالگی انیشتین در ۱۴ مارس ۱۹۵۱، آرتور ساس، عکاس یونایتدپرس اینترنشنال در تلاش بود او را ترغیب کند که برای دوربین لبخند بزند، اما با لبخند زدن به عکاسان در آن روز، اینشتین به جای خندیدن زبانش را در آرود.وبا این کار محبوب شد این عکس به یکی از محبوب‌ترین عکس‌های اینشتین تبدیل شد، که اغلب در کالاهایی مورد استفاده قرار می‌گرفت که وی را با احساس راحتی به تصویر می‌کشید. انیشتین از این عکس لذت برد و از UPI درخواست کرد که نه نسخه برای استفاده‌های شخصی به وی ببخشد، که یکی از آنها را برای یک خبرنگار امضا کرد. در ۱۹ ژوئن ۲۰۰۹، عکس اصلی امضا شده ۷۴ میلیون و ۳۲۴ دلار در حراجی به فروش رسید که رکوردی برای یک تصویر انیشتین است.
انیشتین الگوی مورد علاقه برای ترسیم استادان پریشان خیال است. چهره رسا و مدل موهای متمایز او به‌طور گسترده کپی و اغراق شده‌است. فردریک گلدن در مجله تایم نوشت که انیشتین «رویای کاریکاتوریست که تحقق یافته‌است».
اینشتین موضوعی الهام‌بخش برای بسیاری از رمان‌ها، فیلم‌ها، نمایش‌نامه‌ها و آثار موسیقی از جمله مجموعه تلویزیونی نابغه و اینشتین و ادینگتون، ترانه «اینشتین»، فیلم ضریب هوشی و پوستر آلبوم گروه کلوپ بی‌کسان گروهبان فلفل بوده‌است.
سریال نابغه از شبکه نشنال جئوگرافیک در فصل نخست خود به زندگی آلبرت اینشتین از سال‌های نخست زندگی‌اش، روابط او به‌خصوص رابطه‌اش با میلوا ماریچ، کار او در مؤسسه ثبت اختراع و سال‌های پایانی زندگی‌اش به عنوان فیزیک‌دانی که نظریه نسبیت را توسعه داده‌است، می‌پردازد. این فصل بر اساس کتابی از والتر ایزاکسون به نام اینشتین: زندگی او و جهان، ساخته شده که در سال ۲۰۰۷ منتشر شده‌است.

## به رسمیت شناختن
در سال ۱۹۹۹، فیزیکدانان برجسته انیشتین را به عنوان «بزرگترین فیزیکدان عصر کنونی» به‌شمار آوردند.